# Фулда (река)
Фулда (на немски: Fulda) е река в Германия (провинции Хесен и Долна Саксония), лява съставяща на Везер, от басейна на Северно море. Дължина 220 km, площ на водосборния басейн 6947 km².

## Географска характеристика
Река Фулда води началото си на 857 m н.в., от нископланинския масив Рьон, на 5 km североизточно от град Герсфелд, източната част на провинция Хесен. В най-горното си течение има западно направление, а от град Фулда до устието – предимно северна посока с малки отклонения на северизток и северозапад. Тече предимно в тясна и дълбока долина между средногерманските нископланински масиви. След град Касел на протежение от 21 km служи за граница между провинциите Хесен и Долна Саксония и при град Мюнден (провинция Долна Саксония), на 117 m н.в., се съединява с идващата отдясно река Вера и двете заедно дават началото на голямата река Везер, вливаща се в северно море.
Водосборният басейн на Фулда обхваща площ от 6947 km², което представлява 15,17% от водосборния басейн на Везер. Речната ѝ мрежа е едностранно развита с повече и по-дълги леви и по-малко и по-къси десни притоци. На северозапад водосборният басейн на Фулда граничи с водосборниа басейн на река Димел (ляв приток на Везер), на изток – с водосборния басейн на река Вера (дясна съставяща на Везер), а на юг и югозапад – с водосборния басейн на река Рейн (от басейна на Северно море).
Основни притоци:
- леви – Людер (36 km, 190 km²), Шлиц (43 km, 315 km²), Едер (176 km, 3361 km²);
- десни – Хауне (67 km, 499 km²).[1]

Везер има предимно дъждовно подхранване със зимно пълноводие и лятно маловодие, по време на което характерно явление са епизодичните прииждания на реката в резултат на поройни дъждове във водосборния ѝ басейн. Среден годишен отток в долното течение 57,3 m³/sec.

## Стопанско значение, селища
Фулда е плавателна за плиткогазещи речни съдове на 109 km от устието си, като голяма част от плавателния ѝ участък е канализиран.
Долината на реката е гъсто заселена, като най-големите селища са градовете: Фулда, Бад Херсфелд, Касел, Мюнден.